# Porto da Cruz
Porto da Cruz est une freguesia portugaise située dans la ville de Machico, dans la région autonome de Madère. Situé à 36 km de Funchal sur la côte nord, ses habitants sont dispersés sur 2 522 hectares.
Les montagnes entourent la localité en formant un amphithéâtre sur la mer, avec des cultures en terrasses, il existe deux petites plages de sable noire.
D'un point de vue géologique, Porto da Cruz est une véritable vitrine de belles formations telles que les couches successives de cendres volcaniques ou des formations de basalte. Au niveau maritime, le Porto da Cruz appartient au plateau sous-marin le plus vaste de l'île qui s'étend de Ponta de Sao Laurencao jusqu'à Sao Jorge.
À l'ouest se trouve la Penha d'Aguia, une falaise de 590 m d'altitude, emblématique et magnifique. C'est ici qu'en 1419, lors de la reconnaissance et l'exploration de la côte nord, les explorateurs ont dressé une croix à partir de bâtons collectés à partir du reflux de la mer. C'est un fait qui a donné à ce lieu la "Cruz" (croix) toponyme de Porto da Cruz, Port de la Croix.
Porto da Cruz est devenu freguesia en 26 septembre 1577 par charte Royale du roi D. Sebastião (Sébastien Ier de Portugal).
Initialement faisant partie du "concelho" de Machico, mais selon la charte du 10 de Septembre 1835 qui a créé le concelho de Santana (dans le cadre d'une vaste réforme administrative), Porto da Cruz est transféré vers cette nouvelle entité. Le 19 octobre 1852, retour dans le concelho de Machico.
Ces terres, les premières arables sur la côte nord, furent attribuées initialement à Lançarote Teixeira, fils du premier capitaine donataire de Machico, par la suite son fils António Teixeira, qui attribua les premières parcelles aux premiers colons.
Par décret du gouvernement régionale du 25 juillet 1996, Porto da Cruz est devenu "vila", ville.
Depuis toujours, lié à la terre, Porto da Cruz est souvent présenté comme rural et agricole